# Patrik Kühnen
Patrik Kühnen (Püttlingen, Alemanya Occidental, 11 de febrer de 1966) és un extennista professional alemany.
En el seu palmarès hi ha tres títols de dobles que li van permetre arribar al lloc 28 del rànquing mundial. Va formar part de l'equip d'Alemanya Occidental i d'Alemanya de la Copa Davis guanyant les edicions de 1988 i 1989. Va esdevenir capità de l'equip alemany de la Copa Davis l'any 2003 i també de la Copa del món de tennis, càrrec que va ocupar fins al 2012.

## Palmarès

### Individual: 2 (0−2)
| Llegenda (pre/post 2009)                                 |
| -------------------------------------------------------- |
| Grand Slams (0−0)                                        |
| Tennis Masters Cup / ATP Finals (0−0)                    |
| ATP Masters Series / ATP World Tour Masters 1000 (0−0)   |
| ATP International Series Gold / ATP World Tour 500 (0−0) |
| ATP International Series / ATP World Tour 250 (0−2)      |

| Títols per superfície |
| --------------------- |
| Dura (0−1)            |
| Gespa (0−0)           |
| Terra batuda (0−0)    |
| Moqueta (0−1)         |

| Resultat  | Núm. | Data                  | Torneig             | Superfície  | Oponent        | Marcador      |
| --------- | ---- | --------------------- | ------------------- | ----------- | -------------- | ------------- |
| Finalista | 1.   | 2 de gener de 1989    | Adelaida, Austràlia | Dura        | Mark Woodforde | 5−7, 6−1, 5−7 |
| Finalista | 1.   | 8 de novembre de 1993 | Moscou, Rússia      | Moqueta (i) | Marc Rosset    | 4−6, 3−6      |

### Dobles: 6 (3−3)
| Llegenda (pre/post 2009)                                 |
| -------------------------------------------------------- |
| Grand Slams (0−0)                                        |
| Tennis Masters Cup / ATP Finals (0−0)                    |
| ATP Masters Series / ATP World Tour Masters 1000 (0−0)   |
| ATP International Series Gold / ATP World Tour 500 (0−0) |
| ATP International Series / ATP World Tour 250 (3−3)      |

| Títols per superfície |
| --------------------- |
| Dura (1−3)            |
| Gespa (0−0)           |
| Terra batuda (0−0)    |
| Moqueta (2−0)         |

| Resultat  | Núm. | Data                  | Torneig                        | Superfície  | Parella         | Oponents                        | Marcador |
| --------- | ---- | --------------------- | ------------------------------ | ----------- | --------------- | ------------------------------- | -------- |
| Finalista | 1.   | 12 d'octubre de 1987  | Tolosa, França                 | Dura (i)    | Kelly Jones     | Wojciech Fibak Michiel Schapers | 2−6, 4−6 |
| Guanyador | 1.   | 9 de novembre de 1987 | Frankfurt, Alemanya Occidental | Moqueta (i) | Boris Becker    | Scott Davis David Pate          | 6−4, 6−2 |
| Guanyador | 2.   | 8 de febrer de 1988   | Rotterdam, Països Baixos       | Moqueta (i) | Tore Meinecke   | Magnus Gustafsson Diego Nargiso | 7−6, 7−6 |
| Finalista | 2.   | 9 de setembre de 1991 | Bordeus, França                | Dura (i)    | Alexander Mronz | Arnaud Boetsch Guy Forget       | 2−6, 2−6 |
| Guanyador | 3.   | 4 de gener de 1993    | Doha, Emirats Àrabs Units      | Dura        | Boris Becker    | Shelby Cannon Scott Melville    | 6−4, 6−2 |
| Finalista | 3.   | 7 d'octubre de 1996   | Pequín, Xina                   | Dura (i)    | Gary Muller     | Martin Damm Andrei Olhovskiy    | 4−6, 5−7 |

### Equips: 3 (3−0)
| Resultat  | Núm. | Data                        | Torneig                                    | Superfície       | Equip                                            | Oponents                                                          | Marcador |
| --------- | ---- | --------------------------- | ------------------------------------------ | ---------------- | ------------------------------------------------ | ----------------------------------------------------------------- | -------- |
| Guanyador | 1.   | 16 − 18 de desembre de 1988 | Copa Davis, Göteborg, Suècia               | Terra batuda (i) | Boris Becker Eric Jelen Carl-Uwe Steeb           | Kent Carlsson Stefan Edberg Anders Järryd Mats Wilander           | 4−1      |
| Guanyador | 2.   | 15 − 17 de desembre de 1989 | Copa Davis, Stuttgart, Alemanya Occidental | Moqueta (i)      | Boris Becker Eric Jelen Carl-Uwe Steeb           | Stefan Edberg Jan Gunnarsson Anders Järryd Mats Wilander          | 3−2      |
| Guanyador | 3.   | 3 − 5 de desembre de 1993   | Copa Davis, Düsseldorf, Alemanya           | Terra batuda (i) | Marc-Kevin Goellner Michael Stich Carl-Uwe Steeb | Richard Fromberg Jason Stoltenberg Todd Woodbridge Mark Woodforde | 4−1      |